# Thinner (film)
Thinner är en amerikansk skräckfilm från 1996 av Tom Holland (manus efter boken Förbannelse av Stephen King). I rollerna syns bland annat Bethany Joy Galeotti. Soundtracket innehåller bland annat en låt med rockgruppen Kent.

## Handling
En man förbannas av en zigenare så att han blir magrare och magrare.

## Rollista
| Robert John Burke      | – Billy Halleck   |
| Joe Mantegna           | – Richie Ginelli  |
| Lucinda Jenney         | – Heidi Halleck   |
| Michael Constantine    | – Tadzu Lempke    |
| Kari Wuhrer            | – Gina Lempke     |
| Bethany Joy Lenz       | – Linda Halleck   |
| Time Winters           | – Prosecutor      |
| Howard Erskine         | – Judge Phillips  |
| Terrence Garmey        | – Bailiff         |
| Randy Jurgensen        | – Court Clerk     |
| Jeff Ware              | – Max Duggenfield |
| Antonette Schwartzberg | – Mama Ginelli    |
| Terence Kava           | – Gabe Lempke     |